# 気ままにREFLECTION
「気ままにREFLECTION」（きままにリフレクション）は、杏里の15枚目のシングル。1984年4月21日にフォーライフ・レコードから発売された。

## 概要
表題曲「気ままにREFLECTION」は、杏里自身が出演していたCM「日清焼そばU.F.O.」のイメージソングに採用された。同年6月21日にリリースされたアルバム『COOOL』には角松敏生編曲によるアルバム・ヴァージョンで収録されている。
2013年7月に発売されたセルフカバーアルバム『Surf City -Coool Breeze-』には、有賀啓雄の編曲による別バージョンで収録された。
杏里自身が作詞・作曲を手掛けたB面曲「S.H.A.R.E ～愛をふたりで～」は、長きに亘り未CD化の状態が続いていたが、アルバム『COOOL』のBlu-spec CD版が2011年7月にリリースされた際、ボーナストラックとして収録され、初のCD化となった。

## 収録曲
1. 気ままにREFLECTION（3:37）
作詞：三浦徳子 / 作曲・編曲：井上大輔 / ブラスアレンジ：佐藤準
2. S.H.A.R.E～愛をふたりで～（4:14）
作詞・作曲：杏里 / 編曲：角松敏生